# Лінкольн (округ, Міссурі)
Шаблон:StateAbbr_ 39°04′ пн. ш. 90°58′ зх. д. / 39.06° пн. ш. 90.96° зх. д.
Округ  Лінкольн (англ. Lincoln County) — округ (графство) у штаті Міссурі, США. Ідентифікатор округу 29113.

## Історія
Округ утворений 1818 року.

## Демографія
За даними перепису 
2000 року 
загальне населення округу становило 38944 осіб, зокрема міського населення було 8307, а сільського — 30637.
Серед мешканців округу чоловіків було 19319, а жінок — 19625. В окрузі було 13851 домогосподарство, 10555 родин, які мешкали в 15511 будинках.
Середній розмір родини становив 3,17.
Віковий розподіл населення поданий у таблиці:
| Стать    | До 15 років | 15-21 | 22-29 | 30-39 | 40-49 | 50-65 | 65-85 | Понад 85 |
| -------- | ----------- | ----- | ----- | ----- | ----- | ----- | ----- | -------- |
| Чоловіки | 4825        | 2014  | 1621  | 3135  | 3103  | 2796  | 1670  | 155      |
| Жінки    | 4871        | 1907  | 1751  | 3101  | 2939  | 2687  | 1989  | 380      |

## Суміжні округи
- Пайк — північ
- Калгун, Іллінойс — схід
- Сент-Чарлз — південний схід
- Воррен — південний захід
- Монтгомері — захід

## Виноски
1. ↑  U.S. Decennial Census. United States Census Bureau. Архів оригіналу за 19 липня 2018. Процитовано 16 листопада 2014.
2. ↑  Historical Census Browser. University of Virginia Library. Архів оригіналу за 11 серпня 2012. Процитовано 16 листопада 2014.
3. ↑  Population of Counties by Decennial Census: 1900 to 1990. United States Census Bureau. Архів оригіналу за 3 грудня 2014. Процитовано 16 листопада 2014.
4. ↑  Census 2000 PHC-T-4. Ranking Tables for Counties: 1990 and 2000 (PDF). United States Census Bureau. Архів оригіналу (PDF) за 18 грудня 2014. Процитовано 16 листопада 2014.
5. ↑  State & County QuickFacts. United States Census Bureau. Архів оригіналу за 7 червня 2011. Процитовано 10 вересня 2013.(англ.) Наведено за англійською вікіпедією.
6. ↑  American FactFinder. Бюро перепису населення США. Архів оригіналу за 26 лютого 2012. Процитовано 31 січня 2008.

| США | Це незавершена стаття з географії США. Ви можете допомогти проєкту, виправивши або дописавши її. |